# Ahmad Sa'dat
Ahmad Sa'dat (in arabo أحمد سعدات‎?, Ahmad Saʿdāt; Al-Bireh, 1953) è un politico palestinese, segretario generale del Fronte Popolare di Liberazione della Palestina (FPLP) dal 3 ottobre 2001.

## Biografia
Egli aderì al movimento degli studenti del FPLP nel 1967, e diviene membro del FPLP nel 1969. Saʿdāt succede ad Abu Ali Mustafa nel 2001, dopo il suo omicidio a Ramallah da parte dell'esercito israeliano.
Saʿdāt è accusato da Israele di aver organizzato l'omicidio del ministro israeliano del turismo Rehavam Zeevi nell'ottobre 2001, fu arrestato poche settimane dopo dai servizi di sicurezza dell'Autorità Nazionale Palestinese (ANP) ed imprigionato nella Muqata'a.
Dopo delle trattative con gli Stati Uniti ed il Regno Unito, fu raggiunto un accordo tra Israele ed Autorità Palestinese. Saʿdāt viene quindi giudicato davanti ad un tribunale militare ed incarcerato il 15 gennaio 2002 dall'Autorità Palestinese nella prigione palestinese di Gerico, e la responsabilità della sua sorveglianza fu affidata a statunitensi e britannici.
La Corte Suprema palestinese ha dichiarato incostituzionale questa condanna ed ha ordinato la liberazione del leader del FPLP, ma l'ANP si è rifiutata.
Secondo l'Agenzia France-Presse, gli statunitensi ed i britannici hanno dichiarato l'8 marzo, in una lettera a Mahmud ʿAbbas, che si ritiravano dalla prigione perché l'Autorità Palestinese non rispettava i suoi impegni riguardanti la sicurezza dei loro osservatori.
Il 14 marzo 2006, l'esercito israeliano ha lanciato un assalto contro la prigione di Gerico. Dopo una giornata di assedio, conclusasi con un bilancio di 2 morti e 20 feriti (tutti palestinesi fra detenuti e guardie penitenziarie), ha ottenuto la consegna di Saʿdāt. In seguito a ciò ha preso avvio una serie di rapimenti nella striscia di Gaza.
Verso la fine del mese di aprile il procuratore israeliano ha annunciato che Saʿdāt non sarà perseguito per l'omicidio di Rehavam Zeevi, ma che sarà giudicato per "attentati alla sicurezza d'Israele".
Il 25 dicembre 2008, di fronte al tribunale militare israeliano che lo giudica, Ahmad Saʿdāt dichiara di non riconoscere la legittimità del tribunale stesso dal momento che, in base alla legge internazionale, "esso è un'estensione dell'occupazione illegale, di fronte alla quale si pone il legittimo diritto del nostro popolo a resistervi".
Lo stesso giorno il tribunale militare israeliano lo condanna a trent'anni di reclusione per "attentato alla sicurezza d'Israele".